# Синяя (приток Лены)
Синяя (якут. Сиинэ) — река в Якутии (Россия), левый приток Лены.
Длина — 597 км, площадь бассейна — 30 900 км².
Берёт начало и течёт по Приленскому плато, по территории трёх районов республики — Верхневилюйского, Горного и Хангаласского.
В низовьях — памятник природы «Синские столбы».
Левые притоки: Тас-Ханда, Матта, Чыра, Нуоралдима, Мекеле, Сыа-Салбыт. Правые притоки: Чына, Аппая, Хангдарыма и другие.

## Гидрология
Среднегодовой расход воды в нижнем течении — 42 м³/с. Питание преимущественно снеговое.
| Средний расход воды (м³/с) реки по месяцам с 1944 по 1986 гг. (замеры производились на гидрологическом посту в 38 км от устья) |